# Protesty v Los Angeles 2025
Protesty v Los Angeles vypukly 6. června 2025 po sérii razií americké imigrační a celní správy v centru Los Angeles ve státě Kalifornie. Při těchto raziích bylo zadrženo nejméně 44 osob. Při následných protestech bylo zadrženo přes 378 lidí. Americký prezident Donald Trump do Los Angeles proti vůli guvernéra povolal na čtyři tisíce příslušníků Národní gardy a sedm set příslušníků námořní pěchoty.
Protesty proti raziím imigračního úřadu se také rozšířily do dalších amerických měst (New York, Chicago, Dallas aj.).

## Pozadí
Napětí vyvolaly razie Úřadu pro imigraci a cla (ICE), jehož agenti se v Los Angeles zaměřili na několik míst a podle médií zadrželi desítky lidí. Mezi zadrženými byli například občané Indonésie nebo Mexika.
Podle Reuters se jednalo o zatím poslední z řady podobných zátahů provedených v řadě amerických měst v rámci snahy prezidenta Donalda Trumpa zakročit proti nelegální imigraci.

## Časová osa

### Pátek 6. června
Série razií v centru Los Angeles vyvolala odpor protestujících a místních činitelů, kteří označili opatření za krutá a zbytečná. Někteří protestující házeli na bezpečnostní složky kusy betonu, pořádkové síly proti nim zasáhly slzným plynem a pepřovými spreji. Protestující také sprejovali na zdi budovy federálního soudu slogany proti ICE a shromáždili se před věznicí, kde se údajně nacházeli někteří ze zadržených.

### Sobota 7. června
Thomas Homan, označovaný jako Trumpův „pohraniční car“ (border tzar) a mající na starosti deportace, pohrozil, že může zatknout kohokoli, kdo by bránil vynucování imigračních zákonů, třeba i losangeleskou starostku Karen Bass nebo kalifornského guvernéra Gavina Newsoma. Newsom následně Homanův výrok označil za „jednoznačný krok k autoritářství“, zatímco Trump prohlásil, že by tak na Homanově místě učinil.

### Neděle 8. června
Do Los Angeles dorazili příslušníci Národní gardy, nasazení federální vládou k potlačení protestů i přes nesouhlas kalifornských úřadů. Bylo to poprvé po 60 letech, kdy byla Národní garda aktivována bez žádosti guvernéra (předtím tak učinil v roce 1965 Lyndon Johnson, aby v Alabamě zabránil násilí proti demonstrantům za občanská práva). V jihovýchodní části Los Angeles se policisté střetli se zhruba stovkou demonstrantů, z nichž někteří nesli mexické vlajky a měli nasazené roušky.

### Pondělí 9. června
Do 9. června bylo zatčeno 60 lidí. Tři policisté a dva novináři utrpěli zranění. Reportérka australské televize a britský zpravodajský fotograf byli postřeleni policejními gumovými projektily. Kalifornie vedená demokratickým guvernérem Gavinem Newsomem v pondělí podala kvůli kauze žalobu na Trumpovu vládu.

### Úterý 10. června
Americká armáda oznámila, že vyšle na 700 příslušníků námořní pěchoty do Los Angeles k potlačení nepokojů. Podle šéfa losangeleské policie Jima McDonnella policie v úterý zatkla 197 osob. Starostka Los Angeles Karen Bass, která též kritizovala nasazení federálních jednotek, vyhlásila nouzový stav a nařídila zákaz vycházení v rozsahu asi 2,6 km2 v centru města. Do té doby bylo postiženo rabováním 23 podniků. Guvernér požádal soud, aby nasazení Národní gardy a námořní pěchoty urychleně zablokoval, neboť podle něj přispělo k eskalaci napětí a rozšíření nepokojů.
Protesty se mezitím rozšířily také nejméně do 9 dalších amerických měst, mimo jiné New Yorku, Atlanty, Chicaga, Dallasu, Philadelphie a San Franciska. Texaský republikánský guvernér Greg Abbott vyhlásil pohotovost jednotkám místní Národní gardy.

### Čtvrtek 12. června
Sanfranciský soudce Charles Breyer dočasně zakázal Trumpovi nasadit Národní gardu proti demonstrujícím v Los Angeles s odůvodněním, že její mobilizace byla nezákonná, neboť situace ve městě zdaleka nesplňovala definici „vzpoury“, jak svůj krok zdůvodňoval prezident. Trumpova vláda se proti verdiktu soudce odvolala a několik hodin po rozsudku jej odvolací soud zvrátil s tím, že bylo na 17. června naplánováno soudní slyšení.

### Sobota 14. června
Zatímco v hlavním městě Washingtonu probíhala slavnostní vojenská přehlídka, agentura AP informovala o tom, že v centru Los Angeles nadále probíhaly demonstrace a policie ve snaze rozehnat demonstrující vystřelila granáty se slzným plynem, jehož oblaka zasáhla i shromáždění rodin před radnicí.

## Důsledky

### Škody na majetku
Podle vedení Los Angeles bylo během protestů vyrabováno 23 podniků a tím způsobena škoda v řádech milionů dolarů.

### Násilí proti novinářům
Podle Associated Press bylo při dokumentování protestů zraněno přes 24 novinářů, podle skupiny Reportéři bez hranic šlo o 31 případů, z toho 27 útoků ze strany pořádkových složek. Australská reportérka Lauren Tomasiová byla zasažena gumovým projektilem, britský zpravodajský fotograf Nick Stern musel podstoupit operaci po zásahu „plastovou kulkou“.

### Celonárodní protesty 14. června
Na sobotu 14. června byla ohlášena vojenská přehlídka u příležitosti 79. narozenin prezidenta Donalda Trumpa a 250. výročí vytvoření amerického pozemního vojska, první po 34 letech (poslední se konala 1991 k ukončení války v Perském zálivu). Na stejný den bylo ohlášeno velké množství protestů proti Trumpově politice a vládě v několika stovkách až tisících měst USA. Největším protestem se měl stát pochod k Bílému domu. Protesty uspořádala koalice odborových, liberálních a prodemokratických aktivistů pod označením No Kings (Žádní králové) a získaly značnou pozornost veřejnosti v reakci na zásah Trumpovy administrativy vůči protestům v Los Angeles. Trump varoval, že případné nepokoje tvrdě potlačí. Samotnou přehlídku a účast (očekávanou původně kolem 200 000 lidí) poznamenala předpovídaná nepřízeň počasí. Protestní shromáždění v Minneapolis pořadatelé zrušili v důsledku politicky motivovaného útoku na dva místní demokratické politiky a jejich chotě. Několik lidí se zúčastnilo i demonstrace v Praze na náměstí Jana Palacha.